# Penitenciarul Tulcea
Penitenciarul Tulcea este o unitate de dentenție din Tulcea, județul Tulcea, România.

## Istoric
Prima oară a fost construit un penitenciar în anul 1879. În anul 1977 au fost închise mai multe penitenciare printre care și cel din Tulcea. În mai 1983 Penitenciarul Tulcea a fost reînființat. Penitenciarul Chilia Veche (formația 0600) a devenit secție exterioară a acestui penitenciar în anul 1990.

## Legături externe
- Penitenciarul Tulcea